# Mansouri Meliani
Pour les articles homonymes, voir Meliani.
Mansouri Meliani (en arabe : منصور ملياني), dit « Salem », est un terroriste algérien né le 25 décembre 1944 à Khemis El Khechna et mort exécuté à la prison de Berrouaghia le 31 août 1993 .
Il est l'un des fondateurs du Mouvement islamique armé (MIA) et condamné à mort à ce titre en 1987 puis gracié.
Le Groupe islamique armé (GIA) est créé en 1992
,, par rapprochement du Mouvement islamique armé (MIA), qu'il dirigeait, avec le Mouvement pour l'Etat islamique (MEI). 
À la suite de sa participation à un attentat contre l'aéroport d'Alger le 26 août 1992, il est arrêté par les autorités, condamné à mort par la Cour spéciale d'Alger et exécuté le 31 août 1993,.